# 小行星8467
小行星8467（8467 Benoîtcarry）是一颗绕太阳运转的小行星，为主小行星带小行星。该小行星于1981年3月19日发现。

## 轨道参数
小行星8467的轨道半长轴为479 660 356 km，3.2062858 UA，离心率为0.056。